# Bali (asura)

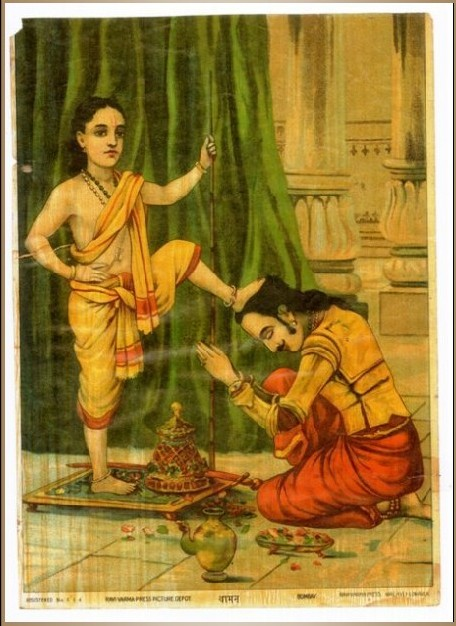
Vamana zet zijn voet op Bali's hoofd

Bali (Mahabali, grote Bali, Maveli, Onathappan) is een weldadige koning van de asura's (demonen) uit het hindoeïsme. Bali is de zoon van Virochana, de zoon van Prahlada, de zoon van Hiranyakshipu. Bana (Banraj, Banasura) is zijn zoon. Nadat Bali de drie werelden heeft veroverd op Indra, wordt hem dit weer afgenomen door Vishnoe in zijn vijfde avatara (manifestatie) van Vamana (de dwerg). Bali mag nog slechts eens per jaar de inwoners van zijn rijk terugzien.
Bali verslaat als leider van de asura's Indra, de koning van de deva's (goden), toen deze door de wijze Durvasa waren vervloekt. Indra gaf een krans van Shiva, die hij kreeg van Durvasa, aan zijn olifant, maar die wierp hem op de grond. Dit maakte Durvasa zo woedend dat hij Indra en de deva's vervloekte. Door de vloek verloren de deva's hun kracht en daarom konden de asura's hen overwinnen.
Vishnoe wil de balans tussen de goden herstellen en gaat, in de gedaante van een dwerg (Vamana) naar de ceremonie, waar de overwinnaar Bali geschenken uitdeelt. Vamana vraagt Bali slechts om een stuk grond van drie stappen groot. Sukracharya, Bali's goeroe waarschuwt de koning nog, maar Bali zegt Vamana dat geschenk toe. Dan wordt Vishnoe zo enorm groot, dat hij met de eerste stap van de hemel tot de aarde reikt en met de tweede stap van de aarde naar de onderwereld. Bali biedt nederig zijn hoofd aan om er de derde stap op te zetten. Zo verdwijnt Bali naar Patala, de onderwereld. Als de reus, die deze drie stappen zet, heet Vishnoe Trikrama (drie stappen). Bali mag nog eens per jaar de inwoners van zijn rijk Kerala terugzien, in augustus/september.
Het festival van Onam herinnert aan deze jaarlijkse terugkeer van de weldadige koning Bali.